# Памятник гетману Сагайдачному (Киев)
Памятник гетману Сагайдачному (укр. Пам'ятник гетьману Сагайдачному) — монумент украинскому гетману Петру Сагайдачному,  установленный в сквере на перекрестке улицы Сагайдачного и Контрактовой площади, неподалёку от Киево-Могилянской академии.
Памятник создали архитекторы М. Жариков, Р. Кухаренко и скульптор В. Швецов. Средства на сооружение памятника собрали граждане города Киева, а также жители села Кульчицы на Львовщине, откуда Сагайдачный родом.